# Crary
Pour le château, voir Château de Crary.
La ville de Crary est située dans le comté de Ramsey, dans l’État du Dakota du Nord, aux États-Unis. Lors du recensement de 2010, sa population s’élevait à 142 habitants. 

## Démographie
| 1910 | 1920 | 1930 | 1940 | 1950 | 1960 |
| ---- | ---- | ---- | ---- | ---- | ---- |
| 279  | 307  | 278  | 267  | 235  | 195  |

| 1970 | 1980 | 1990 | 2000 | 2010 | - |
| ---- | ---- | ---- | ---- | ---- | - |
| 150  | 139  | 145  | 149  | 142  | - |

## Source
- (en) Cet article est partiellement ou en totalité issu de l’article de Wikipédia en anglais intitulé « Crary, North Dakota » (voir la liste des auteurs).